# Touch Me in the Morning (album)
Touch Me in the Morning è un album della cantante statunitense Diana Ross, pubblicato dall'etichetta discografica Motown nel 1973.
L'uscita del disco è preceduta da quella del singolo omonimo. Tra gli altri brani vi sono anche le cover di Imagine, Little Girl Blue e Save the Children.

## Tracce

### Lato A
1. Touch Me in the Morning
2. All of My Life
3. We Need You
4. Leave a Little Room
5. I Won't Last a Day Without You

### Lato B
1. Little Girl Blue
2. My Baby (My Baby, My Own)
3. Imagine
4. Medley
  1. Brown Baby
  2. Save the Children